# Zi (rivière)
La rivière Zi ou Zi Shui (chinois traditionnel : 資水/资水) ou Zi Jiang (chinois traditionnel : 資江/资江) est un affluent du Yangzi, qui coule dans la partie centrale de la province chinoise du Hunan.

## Description
Ce cours d'eau, long de 653 kilomètres, prend sa source dans le Xian de Ziyuan. Son principal affluent (rive droite) est la rivière Fuyi qui prend sa source dans le  Xian autonome miao de Chengbu. La rivière Zi se jette dans le lac Dongting qui recueille les eaux de différents autres rivières et jette lui-même dans le Yangzi. Le bassin versant a une superficie de 28 100 km².

## Aménagements
Le barrage de Zhexi, de type barrage-poids , a été construit en 1962 sur le cours d'eau. Cet ouvrage haut de 104 mètres retient un lac d'un volume de 3 656 000 000 m3 et comporte une usine hydroélectrique d'une capacité de 947 mW.